# Penurii legate de pandemia COVID-19
Penuria de materiale medicale, de producție și de bunuri de consum cauzată de pandemia COVID-19 a devenit rapid o problemă majoră la nivel mondial, la fel ca și întreruperile lanțului de aprovizionare global, ceea ce a pus la încercare rezistența lanțului de aprovizionare în întreaga lume. În majoritatea țărilor au fost raportate penurii de echipamente de protecție personală, cum ar fi măștile și mănușile medicale, scuturile faciale și produsele de igienizare, precum și de paturi de spital, paturi de terapie intensivă, echipamente de oxigenoterapie, ventilatoare și dispozitive ECMO.
Resursele umane, în special personalul medical, pot fi epuizate de amploarea copleșitoare a epidemiei și de volumul de muncă asociat, alături de pierderile prin contaminare, izolare, îmbolnăvire sau mortalitate în rândul lucrătorilor din domeniul sănătății. Teritoriile sunt diferit echipate pentru a face față pandemiei. Au fost luate diverse măsuri de urgență pentru a crește nivelul echipamentelor, cum ar fi achizițiile, în timp ce au avut loc apeluri la donații, la producători locali de 3D, la personal voluntar, la recrutare obligatorie sau la confiscarea stocurilor și a liniilor de producție. Războaiele de licitații între diferite țări și state pentru aceste articole sunt raportate ca fiind o problemă majoră, cu creșteri de preț, comenzi confiscate de guvernul local sau anulate de către compania de vânzări pentru a fi redirecționate către cel care a licitat mai mult. În unele cazuri, lucrătorilor medicali li s-a ordonat să nu vorbească despre aceste penurii de resurse.
Având în vedere că nevoile neimputabile de terapie intensivă sunt estimate la aproximativ 50 de ori mai mari decât numărul de paturi de terapie intensivă și de ventilatoare disponibile în majoritatea țărilor dezvoltate, avocații și oficialii din domeniul sănătății publice au încurajat cetățenii să aplatizeze curba prin distanțare socială. Au existat, de asemenea, apeluri pentru creșterea capacității de asistență medicală în ciuda penuriei.

## Context

### Pe termen lung și structural
A se vedea, de asemenea, și: "A se vedea și Previziuni și pregătiri pandemice înainte de COVID-19
În urma avertismentelor și a unei pregătiri sporite în anii 2000, pandemia de gripă porcină din 2009 a dus la reacții antipandemice rapide în rândul țărilor occidentale. Tulpina virusului H1N1/09, cu simptome ușoare și letalitate scăzută, a dus în cele din urmă la o reacție negativă față de reactivitatea excesivă a sectorului public, față de cheltuieli și față de raportul cost/beneficiu ridicat al vaccinului antigripal din 2009. În anii următori, stocurile strategice naționale de echipamente medicale nu au fost reînnoite în mod sistematic. În Franța, o cheltuială de 382 de milioane de euro pentru vaccinuri și măști împotriva gripei H1N1 a fost criticată pe scară largă. În 2011, autoritățile sanitare franceze au decis să nu-și înlocuiască stocurile, să reducă costurile de achiziție și depozitare, să se bazeze mai mult pe aprovizionarea din China și pe logistica just-in-time și să distribuie responsabilitatea către companiile private pe bază opțională. În 2013, pentru a economisi costuri, o lege a mutat responsabilitatea pentru stocurile de echipamente de protecție individuală (EPI) de la guvernul francez la întreprinderile publice și private, care trebuiau să planifice securitatea lucrătorilor lor, fără a exista mecanisme de verificare. Producătorii naționali nu au putut concura cu prețurile producătorilor chinezi pe această nouă piață deschisă. Fostul producător de măști strategice s-a închis în 2018, în timp ce stocul strategic francez a scăzut în această perioadă de la un miliard de măști chirurgicale și 600 de milioane de măști FFP2 în 2010 la 150 de milioane și, respectiv, zero, la începutul anului 2020. Franța a fost numită un studiu de caz de Juan Branco, autorul unei cărți critice privind ascensiunea la putere a președintelui francez Emmanuel Macron, a susținut că căutarea egoistă a puterii și loialitatea în conducere îi conduce pe cei tineri și neexperimentați în fruntea reformei sistemului de sănătate la nivel național prin intermediul unei analize contabile și al unui management orb. Franța a fost citată ca un studiu de caz pentru țările care iau acum în considerare o întoarcere în sens invers față de ultimele două decenii de globalizare a furnizării de servicii de sănătate pentru a obține costuri imediate mai mici. Aceeași abordare a fost adoptată și în Statele Unite. Stocul de măști utilizate împotriva pandemiei de gripă din 2009 din Rezerva Națională Strategică a SUA nu a fost refăcut, nici de administrația Obama, nici de administrația Trump. Producătorul american de măști Mike Bowen de la Prestige Ameritech avertiza de ani de zile că lanțul de aprovizionare cu măști din SUA era prea dependent de China. După cum a declarat Juan Branco pentru Franța, fostul președinte american Obama a denunțat o mentalitate individualistă pe termen scurt ca afectând negativ procesul de luare a deciziilor publice și de pregătire.
Mai multe inițiative publice (Organizația Mondială a Sănătății (OMS), Banca Mondială, Consiliul mondial de monitorizare a pregătirii) și private au sensibilizat populația cu privire la amenințările pandemice și la necesitatea unei mai bune pregătiri. Încă din 2015, Bill Gates a avertizat asupra necesității de a se pregăti pentru o pandemie globală. Diviziunile internaționale și lipsa unei colaborări adecvate au limitat gradul de pregătire. Proiectul OMS de pregătire pentru o pandemie de gripă a avut un buget de 39 de milioane de dolari pe doi ani, din bugetul OMS pentru 2020-2021 de 4,8 miliarde de dolari. Deși OMS face recomandări, nu există un mecanism susținut de examinare a pregătirii țărilor pentru epidemii și a capacității lor de reacție rapidă. Potrivit economistului internațional Roland Rajah, deși există linii directoare, acțiunile locale depind de guvernanța locală. Andy Xie, care a scris în South China Morning Post, a argumentat că elitele conducătoare, obsedate de măsurătorile economice, nu au reușit să își pregătească comunitățile împotriva unor riscuri pandemice bine cunoscute.
Sistemele fiscale de la începutul secolului XXI, prin favorizarea celor mai mari corporații cu practici anticoncurențiale și rate mai mici de investiții în inovație și producții, au favorizat actorii corporativi și profiturile corporatiste, sporind riscul de penurie și slăbind capacitatea societății de a răspunde la o pandemie.
Epidemiile timpurii din Hubei, Italia și Spania au arătat că sistemele de sănătate ale mai multor țări bogate au fost copleșite. În țările în curs de dezvoltare cu o infrastructură medicală mai slabă, cu o terapie cu oxigen, cu echipamente pentru paturi de terapie intensivă și cu alte nevoi medicale, era de așteptat ca lipsurile să apară mai devreme.

### Imediat
Primele semne și avertismente s-au datorat unei pneumonii virale anormale de cauză necunoscută în decembrie 2019. În acea lună, Taiwanul a trimis mai mulți dintre medicii săi de la Centrele pentru Controlul Bolilor la Wuhan pentru a inspecta situația locală. În urma confirmării unei crize emergente și încă de la 31 decembrie 2019, Taiwanul a început să pună în aplicare măsuri non-farmaceutice, cum ar fi verificarea temperaturii călătorilor, urmărirea prin GPS, conectarea istoricului călătoriilor din ultimele 15 zile în baza sa de date națională universală de asistență medicală, închiderea liniilor de călătorie către/de la Wuhan și stocarea de echipamente de protecție personală, cum ar fi măștile medicale. Deși bine informat și lăudat ulterior pentru izolarea extrem de eficientă a virusului, Taiwanul nu a putut lua parte la reacțiile Organizației Mondiale a Sănătății din cauza politicii de lungă durată a Chinei continentale de a împiedica Taiwanul să adere la OMS și la alte organizații globale. Germania, un alt model de rol în criză, a anticipat, de asemenea, încă din ianuarie 2020. Reacția guvernului federal al Statelor Unite, pe de altă parte, a rămas pasivă timp de 2 luni, până la jumătatea lunii martie 2020, fără a iniția schimbări în Rezerva Națională Strategică de provizii medicale.
În 2019, Consiliul de monitorizare a pregătirii globale a raportat că fondul de urgență pentru pandemii al OMS era încă epuizat din cauza epidemiei de Ebola din Kivu din 2018-19. Populismul, naționalismul și protecționismul afectează geopolitica, mai ales prin faptul că așeză cele două mari economii pe cursuri de confruntare, lăsând un vid de leadership pe scena mondială.
Pe măsură ce epidemia de la Wuhan s-a răspândit în ianuarie 2020, China a început să blocheze exporturile de măști N95, cizme, mănuși și alte consumabile produse de fabricile de pe teritoriul său; organizații apropiate guvernului chinez au scotocit piețele externe pentru PPE încă din februarie. Acest lucru a creat o prăbușire neprevăzută a aprovizionării pentru majoritatea celorlalte țări care se bazau pe aceasta.
Serviciile de sănătate suprasolicitate deturnează adesea resursele de la serviciile de care au nevoie femeile, inclusiv asistența medicală prenatală și postnatală și contraceptivele, și exacerbează lipsa accesului la serviciile de sănătate sexuală și reproductivă.

## Teste
Lipsa testelor este un element-cheie care împiedică autoritățile să măsoare adevărata amploare a răspândirii actuale a epidemiei. Strategiile de testare anticipativă și agresivă ale Germaniei și Coreei au contribuit la reducerea ratei de mortalitate măsurate. Germania a început să producă și să stocheze testele COVID-19 încă din ianuarie 2020.

### Teste de diagnosticare

#### Reactivi
În Irlanda și în Regatul Unit, la sfârșitul lunii martie și începutul lunii aprilie, lipsa reactivilor a limitat numărul de teste. Până în martie, cantitățile insuficiente de reactivi au devenit un blocaj pentru testele în masă în Uniunea Europeană (UE), Regatul Unit (RU) și Statele Unite (SUA). Acest lucru i-a determinat pe unii autori să exploreze protocoale de pregătire a probelor care implică încălzirea probelor la 98 °C (208 °F) timp de 5 minute pentru a elibera genomurile de ARN în vederea testării ulterioare.
În Marea Britanie, la 1 aprilie, guvernul britanic a confirmat că un total de 2.000 de angajați ai NHS au fost testați pentru coronavirus de la începutul epidemiei, dar ministrul Michael Gove a declarat că o lipsă de substanțe chimice necesare pentru testare a făcut imposibilă depistarea celor 1,2 milioane de angajați ai NHS. Declarația lui Gove a fost contrazisă de Asociația Industriilor Chimice, care a declarat că nu a existat un deficit de substanțe chimice relevante și că, în cadrul unei întâlniri cu un ministru al afacerilor din săptămâna precedentă, guvernul nu a încercat să afle despre eventualele probleme de aprovizionare.
De asemenea, au existat penurii de reactivi în Statele Unite. Unele spitale și-au fabricat proprii reactivi din rețete disponibile public.

#### Tampoane
O penurie de tampoane de care se temea Islanda a fost evitată atunci când s-au găsit stocuri care să acopere diferența până când au sosit mai multe din China. Nu existau tampoane în Rezerva Națională Strategică a SUA, iar în SUA au existat lipsuri, în ciuda faptului că singurul producător național care a fost implicat în pre-pandemie și-a mărit producția la 1 milion de tampoane pe zi în martie și a finanțării guvernamentale pentru construirea unei noi fabrici în mai. De asemenea, în Regatul Unit au apărut lipsuri, dar acestea au fost rezolvate până la 2 aprilie.

##### Producție internă
FDA din SUA a autorizat un test de salivă fără tampoane și mai multe modele noi de tampoane, inclusiv versiuni tipărite în 3-D, care sunt acum fabricate în laboratoarele, spitalele și alte unități medicale care folosesc tampoanele. În SUA, tampoanele nazale de uz general sunt dispozitive medicale de clasa I și nu sunt aprobate de FDA. NIH a declarat că acestea ar trebui să respecte cerințele de etichetare ale FDA, să fie fabricate într-o instalație înregistrată și listată de FDA și să treacă un protocol de testare a siguranței disponibil publicului. Materialul trebuie să fie, de asemenea, sigur; poate fi folosit un plastic de calitate chirurgicală autoclavabil deja aprobat. Întregul proces de dezvoltare poate dura doar două săptămâni. Tampoanele tipărite în 3-D au crescut cererea de imprimante 3-D adecvate.
Unele modele de tampoane tipărite în 3-D sunt licențiate public sub licențe Creative Commons, iar altele sunt brevetate, dar cu fișierele de imprimare 3-D disponibile gratuit la cerere pentru unitățile autorizate în timpul epidemiei.

## Echipament de protecție personală

### Generalități
Deși marea majoritate a echipamentelor de protecție individuală este produsă în China, rezervele interne au fost insuficiente. Guvernul chinez a preluat controlul stocurilor de la întreprinderile străine ale căror fabrici produceau aceste bunuri. Medicon, ale cărei trei fabrici produceau astfel de materiale în China, și-a văzut stocurile confiscate de guvernul condus de Partidul Comunist. Cifrele de la Vama Chinei arată că, între 24 ianuarie și 29 februarie, au fost importate aproximativ 2,46 miliarde de bucăți de materiale de prevenire și control al epidemiilor, inclusiv 2,02 miliarde de măști și 25,38 milioane de articole de îmbrăcăminte de protecție, în valoare de 8,2 miliarde de yuani (1 miliard de dolari). Presa a relatat că China Poly Group, împreună cu alte companii chineze și întreprinderi de stat, a avut un rol important în prospectarea piețelor din străinătate pentru a procura materiale și echipamente medicale esențiale pentru China. Risland (fosta Country Garden) a procurat 82 de tone de provizii, care au fost ulterior transportate pe calea aerului la Wuhan. De asemenea, Greenland Holdings a achiziționat cantități mari de consumabile medicale, cum ar fi măști chirurgicale, termometre, șervețele antibacteriene, dezinfectante pentru mâini, mănuși și paracetamol, pentru a le expedia în China. Achiziționarea în masă de consumabile la nivel angro și cu amănuntul de către companiile chineze pentru a-și ajuta compatrioții de acasă a contribuit la penuria de produse în țările occidentale în care operează aceste companii chineze. La 24 martie, prim-ministrul australian Scott Morrison a anunțat restricții asupra acestor activități.
Având în vedere că aprovizionarea globală cu EIP este insuficientă și ca urmare a acestor măsuri chinezești, Organizația Mondială a Sănătății (OMS) a recomandat în februarie 2020 reducerea la minimum a nevoii de EIP prin telemedicină; bariere fizice, cum ar fi ferestrele transparente; permiterea accesului doar a celor implicați în îngrijirea directă într-o cameră cu un pacient cu COVID-19; utilizarea doar a EIP necesare pentru sarcina specifică; continuarea utilizării aceluiași aparat de protecție respiratorie fără a-l scoate în timp ce se ocupă de mai mulți pacienți cu același diagnostic; monitorizarea și coordonarea lanțului de aprovizionare cu EIP; și descurajarea utilizării măștilor pentru persoanele asimptomatice.

### Probleme de calitate care exacerbează penuria
La sfârșitul lunii martie/începutul lunii aprilie 2020, în condițiile în care țările occidentale depindeau la rândul lor de China pentru aprovizionarea cu măști și alte echipamente, politicienii europeni, de exemplu șeful diplomației UE, Josep Borrell, au acuzat China de un joc de soft-power pentru a influența opinia mondială. De asemenea, unele dintre livrările trimise Spaniei, Turciei și Olandei au fost respinse ca fiind defecte. Ministerul olandez al Sănătății a retras la 21 martie 600 000 de măști de față de la un furnizor chinez, care nu se potriveau bine și ale căror filtre nu funcționau conform destinației, în ciuda faptului că aveau un certificat de calitate; guvernul spaniol a descoperit că 60 000 din 340 000 de kituri de testare de la un producător chinez nu au testat cu exactitate COVID-19. Ministerul chinez al Afacerilor Externe a răspuns că clientul ar trebui "să verifice de două ori instrucțiunile pentru a se asigura că le-a comandat, plătit și distribuit pe cele corecte. Nu folosiți măști nechirurgicale în scopuri chirurgicale". La jumătatea lunii mai, Comisia Europeană a suspendat o comandă de 10 milioane de măști chinezești destinate statelor membre și Marii Britanii, după ce două țări au raportat că au primit produse sub standarde. Măștile fuseseră comandate de brațul executiv al UE și urmau să fie distribuite în șase tranșe săptămânale. După ce un prim lot de 1,5 milioane de măști a fost distribuit către 17 din cele 27 de state membre și Marea Britanie, Polonia a declarat că cele 600.000 de articole primite nu aveau certificate europene și nici nu respectau standardele necesare. Purtătorul de cuvânt al Comisiei pentru sănătate, Stefan De Keersmaecker, a promis că va investiga și va lua măsurile necesare.
Până în aprilie 2020, studiile au arătat că un procent semnificativ dintre cei care au coronavirus erau asimptomatici, ceea ce a permis virusului să se răspândească nedetectat. Prin urmare, CDC a recomandat "purtarea de acoperitoare de față din pânză în mediile publice în care alte măsuri de distanțare socială sunt dificil de menținut".

### Produse de igienizare
Dezinfectanții pentru mâini au fost epuizați în multe zone, provocând o scumpire a produselor. Ca răspuns, berarii și distilatorii au început să producă dezinfectant pentru mâini.

### Echipamente de protecție
În Statele Unite, penuria a fost atât de mare încât unele asistente medicale de la un spital din New York au recurs la purtarea unor saci de gunoi ca alternativă la hainele de protecție indisponibile. Având în vedere penuria de echipamente de protecție tradiționale, întreprinderile mici din Statele Unite s-au reutilitat pentru a produce dispozitive de protecție improvizate, adesea create prin inițiative de proiectare cu sursă deschisă, în cadrul cărora producătorii donează echipamentele spitalelor. Un exemplu este Cutia de siguranță pentru intubație COVID-19, folosită pentru prima dată de spitalele din Taiwan, care este un cub acrilic plasat peste trunchiul unui pacient infectat, cu deschideri care permit intubația și extubarea cu ventilatorul, reducând în același timp la minimum riscul de picături contaminate pentru personalul medical.
CNBC a relatat că platforma de comerț electronic Amazon a interzis vânzările de măști de față N95 în numele unei scumpirilor; penuria de echipamente de protecție N95 a devenit și mai gravă. Partea terță Amazon, Golden Tree Supply, a apelat la platforma canadiană de comerț electronic Shopify pentru a continua să furnizeze măști de protecție N95 populației din Statele Unite.
În martie, Asociația medicilor din Marea Britanie a afirmat că lipsurile au fost acoperite prin e-mailuri de intimidare, amenințări cu măsuri disciplinare și, în două cazuri, prin trimiterea acasă de la locul de muncă. Unii medici au fost sancționați disciplinar după ce managerii au fost deranjați de materialele pe care aceștia le-au postat online cu privire la lipsa măștilor chirurgicale, a ochelarilor de protecție, a vizierelor și mai ales a halatelor în multe spitale din cadrul Serviciului Național de Sănătate britanic. La 18 aprilie, secretarul comunităților, Robert Jenrick, a raportat că 400.000 de halate de protecție și alte EPI-uri erau în drum spre Marea Britanie din Turcia. O zi mai târziu, acestea au fost întârziate; acest lucru i-a determinat pe liderii spitalelor să critice direct guvernul pentru prima dată în timpul pandemiei. Transportul a sosit pe aeroportul din Istanbul în drum spre Marea Britanie la două zile după ce miniștrii au declarat că EPI-urile vor apărea în țară. Doar 32.000 din comandă au sosit (mai puțin de o zecime), în ciuda faptului că NHS a făcut o plată în avans pentru a asigura sosirea lor la 22 aprilie. În cele din urmă, toate acestea au trebuit să fie returnate în Turcia, deoarece nu îndeplineau standardele NHS.
În iulie, Serviciul vamal și de protecție a frontierelor din SUA (CBP) a interzis produsele companiei Top Glove din Malaezia și ale filialei sale TG Medical din cauza unor presupuse încălcări ale drepturilor lucrătorilor, inclusiv "servitutea pentru datorii, ore suplimentare excesive, reținerea documentelor de identificare și condiții de muncă și de viață abuzive". Cea mai mare parte a aprovizionării mondiale cu mănuși provine din Malaezia.

### Măști faciale
A se vedea, de asemenea, și: Mastisoare de față: Mască chirurgicală, Mască facială din pânză și Măști faciale în timpul pandemiei COVID-19

#### Epidemie timpurie în China
Pe măsură ce epidemia s-a accelerat, piața continentală a cunoscut o penurie de măști de față din cauza cererii crescute a populației. În Shanghai, clienții au fost nevoiți să stea la coadă timp de aproape o oră pentru a cumpăra un pachet de măști de față; stocurile s-au epuizat într-o altă jumătate de oră. Acapararea și acapararea prețurilor au dus la creșterea prețurilor, astfel că autoritatea de reglementare a pieței a declarat că va lua măsuri drastice împotriva acestor acte. În ianuarie 2020, au fost impuse controale de preț pentru toate măștile de față de pe Taobao și Tmall. Alte platforme chineze de comerț electronic, cum ar fi JD.com, Suning.com și Pinduoduo, au procedat la fel; vânzătorii terți au fost supuși unor plafoane de preț, iar cei care au încălcat legea, unor sancțiuni.

#### Stocurile naționale și lipsurile
În 2006, 156 de milioane de măști au fost adăugate la stocul național strategic al SUA în anticiparea unei pandemii de gripă. După ce au fost folosite împotriva pandemiei de gripă din 2009, nici administrația Obama, nici administrația Trump nu au reînnoit stocurile. Până la 1 aprilie, Stocul Național Strategic al SUA era aproape golit.
În Franța, cheltuielile legate de gripa H1N1 din 2009 au crescut la 382 de milioane de euro, în principal pentru consumabile și vaccinuri, ceea ce a fost criticat ulterior. În 2011, s-a decis să nu își completeze stocurile și să se bazeze mai mult pe aprovizionarea din China și pe logistica just-in-time. În 2010, stocul său includea 1 miliard de măști chirurgicale și 600 de milioane de măști FFP2; la începutul anului 2020, acesta era de 150 de milioane și, respectiv, zero. În timp ce stocurile au fost reduse progresiv, un raționament din 2013 a declarat obiectivul de a reduce costurile de achiziție și depozitare, distribuind acum acest efort tuturor întreprinderilor private ca o bună practică opțională pentru a asigura protecția lucrătorilor lor. Acest lucru era relevant în special pentru măștile FFP2, mai costisitoare pentru achiziție și depozitare. Pe măsură ce pandemia de COVID-19 din Franța a afectat tot mai mult stocurile de medicamente, mascajele și rezervele de EPI s-au epuizat și au provocat o indignare națională. Franța are nevoie de 40 de milioane de măști pe săptămână, potrivit președintelui francez Emmanuel Macron. Franța a instruit puținele sale fabrici producătoare de măști rămase să lucreze în ture de 24 de ore pe zi, 7 zile pe săptămână, și să crească producția națională la 40 de milioane de măști pe lună. Parlamentarii francezi au deschis o anchetă privind gestionarea în trecut a acestor stocuri strategice.
În urma pandemiei COVID-19 din 2020 și a plângerilor pe scară largă ale asistentelor medicale și ale altor lucrători din domeniul sănătății cu privire la lipsa măștilor N95 și a protocoalelor adecvate, National Nurses United, cea mai mare organizație a asistentelor medicale înregistrate din Statele Unite, a depus peste 125 de plângeri la birourile Administrației pentru Sănătate și Securitate în Muncă (OSHA) din 16 state, acuzând spitalele că nu au respectat legile care impun locuri de muncă sigure, în care COVID-19 asistentelor medicale ar trebui să li se pună la dispoziție măști N-95.
Organizația Mondială a Sănătății (OMS) a solicitat industriei și guvernelor să crească producția cu 40% pentru a satisface cererile globale la 3 martie 2020 și, de asemenea, a publicat un document la 6 aprilie 2020 cu recomandări pentru utilizarea rațională a EIP. Acest document a fost destinat celor din domeniul sănătății și din mediul comunitar, inclusiv manipularea mărfurilor. Această problemă a penuriei globale de EIP a devenit în curând un subiect de interes pentru publicul interesat. Universitari de la Fundația pentru Știință din Irlanda au cercetat modul în care putem găsi o soluție și evita această penurie în viitor. În același timp, au fost lansate inițiative independente și platforme online precum Needed.com PPE Needed[nefuncțională]
 pentru a oferi o soluție imediată. UNICEF a luat, de asemenea, măsuri pentru a atenua acest risc actual și pentru a anticipa efectele pe termen scurt ale COVID-19, precum și accesul la furnizorii de PPE.

#### Concurența pentru aprovizionare
Țări precum Marea Britanie, Franța, Germania, Coreea de Sud, Taiwan, China, India și altele au reacționat inițial la epidemie prin limitarea sau interzicerea exporturilor de consumabile medicale pentru a-și proteja cetățenii, inclusiv prin anularea comenzilor pe care alte națiuni le asiguraseră deja. Germania a blocat exporturile a 240.000 de măști cu destinația Elveția și a oprit, de asemenea, transporturi similare și către regiunea Boemia Centrală. O companie franceză, Valmy SAS, a fost nevoită să blocheze o comandă de PPE care urma să fie trimisă în Marea Britanie, după ce reprezentantul companiei din Marea Britanie a declarat pentru CNN că comanda a fost blocată de către oficialii vamali de pe coasta franceză. Turcia a blocat un transport de ventilatoare cumpărate de două guverne regionale spaniole de la o companie turcească, invocând riscul unei penurii în țara de origine în cazul reținerii ventilatoarelor; 116 dintre acestea au fost eliberate ulterior.
Pe măsură ce pandemia a început să se agraveze, guvernele au început să folosească tactici de forță, inclusiv mijloace subreptice, pentru a obține materialele medicale necesare pentru a lupta împotriva coronavirusului, fie prin plata unor sume mai mari de bani pentru redirecționare, fie prin confiscarea acestor echipamente. Premierul slovac Peter Pellegrini a declarat că guvernul slovac pregătește numerar în valoare de 1,2 milioane de euro (1,3 milioane de dolari) pentru a cumpăra măști de la un furnizor chinez contractat. El a spus apoi: "Cu toate acestea, un dealer din Germania a venit acolo primul, a plătit mai mult pentru transport și l-a cumpărat". De asemenea, deputatul ucrainean Andriy Motovylovets a declarat: "Consulii noștri care merg la fabrici își găsesc colegii din alte țări (Rusia, SUA, Franța, Germania, Italia etc.) care încearcă să obțină comenzile noastre. Noi am plătit în avans prin transfer bancar și am semnat contracte. Dar ei au mai mulți bani, în numerar. Trebuie să ne luptăm pentru fiecare transport." Autoritățile din San Marino au declarat că au aranjat un transfer bancar către un furnizor din Lugano, Elveția, pentru a plăti o jumătate de milion de măști care urmau să fie împărțite cu vecinii italieni. Cu toate acestea, camionul a venit gol, deoarece unul sau mai mulți cumpărători străini neidentificați au oferit mai mult în schimb.
Germania a smuls 830.000 de măști chirurgicale care sosiseră din China și erau destinate Italiei. Deși autoritățile italiene au reușit să convingă Germania să le elibereze, nimeni din Germania nu a găsit totuși măștile confiscate. 1,5 milioane de măști de față care trebuiau să fie livrate din Spania în Slovenia au fost confiscate de agenții germani. Gărzile franceze au confiscat camioane pline cu 130.000 de măști de față și cutii de dezinfectanți cu destinația Marea Britanie, în ceea ce a fost descris drept un "act josnic" de către guvernul britanic. Poliția vamală italiană a deturnat aproximativ 800.000 de măști și mănuși de unică folosință importate, care urmau să fie trimise în Elveția.
La 22 martie, un ziar italian a declarat că cele 680.000 de măști de protecție și ventilatoare comandate din China au fost confiscate de poliția din Republica Cehă. Aceștia au desfășurat o operațiune de combatere a traficului de persoane, în cadrul căreia au confiscat echipamentele dintr-un depozit al unei companii private din orașul Lovosice, situat în nordul țării. Potrivit autorităților cehe, donația din China a reprezentat doar puțin peste 100.000 de măști. Guvernul ceh a trimis 110.000 de articole în Italia ca despăgubire. Nu este clar cum au ajuns măștile în Lovosice. Ministrul ceh de externe Tomáš Petříček a declarat pentru AFP: "Lovosice nu este chiar pe drumul din China spre Italia".
Valérie Pécresse, consilier regional din Île-de-France, a afirmat că unii americani, în căutarea lor agresivă de stocuri, au făcut oferte pe asfalt pentru stocurile de măști - nevăzute - care așteptau să fie încărcate în transportatori, plătind de 3 ori prețul în numerar. Cu toate acestea, Politico Europe a raportat afirmația franceză ca fiind "neîntemeiată", iar Ambasada SUA la Paris a declarat că "Guvernul Statelor Unite nu a cumpărat nicio mască destinată livrării din China în Franța. Rapoartele care susțin contrariul sunt complet false".
La 3 aprilie, politicianul berlinez Andreas Geisel a acuzat agenții americani că și-au însușit un transport de 200.000 de măști de față fabricate de 3M destinate poliției din Berlin de pe aeroportul din Bangkok. Cu toate acestea, aceste afirmații s-au dovedit a fi false, deoarece 3M a dezvăluit că "nu are nicio înregistrare a unei comenzi de măști respiratorii din China pentru poliția din Berlin", iar poliția din Berlin a confirmat ulterior că transportul nu a fost confiscat de autoritățile americane, ci ar fi fost pur și simplu cumpărat la un preț mai bun, despre care se crede în general că ar fi fost cumpărat de la un dealer german sau din China. Această dezvăluire a indignat opoziția berlineză, al cărei lider al grupului parlamentar CDU, Burkard Dregger, l-a acuzat pe Geisel că "îi induce în mod deliberat în eroare pe berlinezi" pentru "a-și acoperi propria incapacitate de a obține echipament de protecție". Expertul în afaceri interne al FDP, Marcel Luthe, a declarat: "Nume mari din politica internațională, precum senatorul berlinez Geisel, dau vina pe alții și spun că pirateria americană servește clișeelor antiamericane". Politico Europe a raportat că "berlinezii iau o pagină direct din cartea de joc a lui Trump și nu lasă faptele să stea în calea unei povești bune". De asemenea, The Guardian a relatat că "nu există nicio dovadă solidă că Trump [sau orice alt oficial american] a aprobat jaful [german]".